# Eurois obsoleta
Eurois obsoleta là một loài bướm đêm trong họ Noctuidae.